# Fred Kraus (Herpetologe)
Edward Frederick „Fred“ Kraus (* 12. Juni 1959) ist ein US-amerikanischer Herpetologe.

## Leben
Kraus erlangte 1980 den Bachelor of Science an der University of Toledo. Im Sommer 1980 arbeitete er als Feldbiologe am Ohio Department of Natural Resources. Von 1980 bis 1986 war er Forschungs- und Lehrassistent an der Abteilung für Biologie der University of Michigan. 1987 wurde er mit der Dissertation An evaluation of the ontogeny polarization criterion in phylogenetic inference: a case study using the salamander genus ambystoma unter der Leitung von Arnold G. Kluge zum Ph.D. an der University of Michigan promoviert. Seine Postdoc-Phase absolvierte er von April 1988 bis Mai 1990 als wissenschaftlicher Mitarbeiter an der zoologischen Abteilung der University of Florida. Von Juli 1990 bis März 1992 war er außerordentlicher Forschungsmitarbeiter an der Abteilung für Biologie der University of Michigan. Im März 1991 wurde er wissenschaftlicher Mitarbeiter bei der Organisation The Conservation Agency. Von März 1992 bis Oktober 1996 war er wissenschaftlicher Mitarbeiter an der Abteilung für Biologie der University of Michigan. Von September 1996 bis September 1997 war er außerordentlicher wissenschaftlicher Mitarbeiter an der Abteilung für Biologie am Museum of Zoology der University of Michigan. Von November 1997 bis Juli 2001 war er wissenschaftlicher Mitarbeiter am Bernice P. Bishop Museum in Honolulu, Hawaii. Von März 2001 bis Mai 2010 war er Professor an der University of Hawaiʻi at Mānoa. Von November 1996 bis Juli 2001 war er Koordinator beim Programm zur Erforschung und Bekämpfung von invasiven Arten bei der Hawaii Division of Forestry and Wildlife. Von August 2001 bis Oktober 2012 war er Forschungszoologe am Bernice P. Bishop Museum. Von September 2012 bis August 2013 war er außerordentlicher Forschungswissenschaftler an der University of Michigan. Von Oktober 2012 bis Juli 2013 war er Forschungsbiologe an der University State University. Von August 2013 bis Mai 2014 war er Assistenz-Forschungswissenschaftler und seit Mai 2014 ist er Forschungswissenschaftler an der University of Michigan.
Zu den Forschungsprojekten von Fred Kraus zählen die Evolution, Systematik und Biogeographie der Herpetofauna Papuas, die Evolution und Erhaltung der Inselfauna, insbesondere von Reptilien, Amphibien und Landschnecken, die Muster, Prozesse und Ökologie der Invasion fremder Arten sowie die Entwicklung von Risikobewertungsprotokollen für gebietsfremde Reptilien und Amphibien.
Kraus ist Mitglied der American Society of Ichthyologists and Herpetologists, der Herpetologists’ League, der Society for the Study of Amphibians and Reptiles und der Biological Society of Washington.

## Erstbeschreibungen von Fred Kraus
Amphibien:
- Albericus exclamitans Kraus & Allison, 2005
- Albericus murritus Kraus & Allison, 2009
- Albericus sanguinopictus Kraus & Allison, 2005
- Ambystoma barbouri Kraus & Petranka, 1989
- Austrochaperina septentrionalis Allison & Kraus, 2003
- Callulops eremnosphax Kraus & Allison, 2009
- Callulops marmoratus Kraus & Allison, 2003
- Callulops omnistriatus Kraus & Allison, 2009
- Choerophryne longirostris Kraus & Allison, 2001
- Cophixalus bewaniensis Kraus & Allison, 2000
- Cophixalus caverniphilus Kraus & Allison, 2009
- Cophixalus cupricarenus Kraus & Allison, 2009
- Cophixalus desticans Kraus & Allison, 2009
- Cophixalus interruptus Kraus & Allison, 2009
- Cophixalus iovaorum Kraus & Allison, 2009
- Cophixalus kethuk Kraus & Allison, 2009
- Cophixalus linnaeus Kraus & Allison, 2009
- Cophixalus melanops Kraus & Allison, 2009
- Cophixalus phaeobalius Kraus & Allison, 2009
- Cophixalus pulchellus Kraus & Allison, 2000
- Cophixalus sisyphus Kraus & Allison, 2006
- Cophixalus timidus Kraus & Allison, 2006
- Cophixalus tomaiodactylus Kraus & Allison, 2009
- Cophixalus variabilis Kraus & Allison, 2006
- Hylarana waliesa (Kraus & Allison, 2007)
- Hylophorbus proekes Kraus & Allison, 2009
- Liophryne magnitympanum Kraus & Allison, 2009
- Litoria bibonius Kraus & Allison, 2004
- Litoria eschata Kraus & Allison, 2009
- Litoria flavescens Kraus & Allison, 2004
- Litoria rubrops Kraus & Allison, 2004
- Mantophryne axanthogaster Kraus & Allison, 2009
- Oreophryne anamiatoi Kraus & Allison, 2009
- Oreophryne ezra Kraus & Allison, 2009
- Platymantis browni Allison & Kraus, 2001
- Platymantis bufonulus Kraus & Allison, 2007
- Platymantis caesiops Kraus & Allison, 2009
- Platymantis manus Kraus & Allison, 2009
- Platymantis sulcatus Kraus & Allison, 2007
- Xenorhina adisca Kraus & Allison, 2003
- Xenorhina arboricola Allison & Kraus, 2000
- Xenorhina zweifeli (Kraus & Allison, 2002)

Reptilien:
- Cyrtodactylus atremus Kraus & Weijola 2019
- Cyrtodactylus epiroticus Kraus, 2008
- Cyrtodactylus klugei Kraus, 2008
- Cyrtodactylus murua Kraus & Allison 2006
- Cyrtodactylus robustus Kraus, 2008
- Cyrtodactylus serratus Kraus, 2007
- Cyrtodactylus tripartitus Kraus, 2008
- Emoia beryllion Kraus 2018
- Gerrhopilus addisoni Kraus 2017
- Gerrhopilus eurydice Kraus 2017
- Gerrhopilus flavinotatus Kraus, 2023
- Gerrhopilus hades (Kraus 2005)
- Gerrhopilus lestes Kraus 2017
- Gerrhopilus lorealis Kraus, 2023
- Gerrhopilus papuanorum Kraus, 2023
- Gerrhopilus persephone Kraus 2017
- Gerrhopilus polyadenus Kraus, 2023
- Gerrhopilus slapcinskyi Kraus, 2023
- Gerrhopilus wallachi Kraus, 2023
- Hypsilurus capreolatus Kraus & Myers 2012
- Lepidodactylus aignanus Kraus 2019
- Lepidodactylus dialeukos Kraus 2019
- Lepidodactylus kwasnickae Kraus 2019
- Lepidodactylus laticinctus Kraus, Vahtera, Varpu & Weijola, Valter, 2023
- Lepidodactylus makira Kraus 2023
- Lepidodactylus mitchelli Kraus 2019
- Lepidodactylus pollostos Karkkainen, Richards, Kraus, Tjaturadi, Krey & Oliver 2020
- Lepidodactylus sacrolineatus Kraus & Oliver 2020
- Lepidodactylus zweifeli Kraus 2019
- Lobulia fortis Slavenko, Tamar, Tallowin, Kraus, Allison, Carranza & Meiri 2021
- Lobulia huonensis Slavenko, Tamar, Tallowin, Kraus, Allison, Carranza & Meiri 2021
- Lobulia marmorata Slavenko, Tamar, Tallowin, Kraus, Allison, Carranza & Meiri 2021
- Lobulia vogelkopensis Slavenko, Tamar, Tallowin, Kraus, Allison, Carranza & Meiri 2021
- Nactus acutus Kraus, 2005
- Nactus sphaerodactylodes Kraus, 2005
- Ornithuroscincus bengaun Slavenko, Tamar, Tallowin, Kraus, Allison, Carranza & Meiri 2021
- Ornithuroscincus inornatus Slavenko, Tamar, Tallowin, Kraus, Allison, Carranza & Meiri 2021
- Ornithuroscincus pterophilus Slavenko, Tamar, Tallowin, Kraus, Allison, Carranza & Meiri 2021
- Ornithuroscincus sabini (Kraus 2020)
- Ornithuroscincus shearmani Slavenko, Tamar, Tallowin, Kraus, Allison, Carranza & Meiri 2021
- Ornithuroscincus viridis Slavenko, Tamar, Tallowin, Kraus, Allison, Carranza & Meiri 2021
- Toxicocalamus atratus Kraus, Kaiser & O’Shea 2022
- Toxicocalamus cratermontanus Kraus 2017
- Toxicocalamus mattisoni Kraus 2020
- Toxicocalamus mintoni Kraus 2009
- Toxicocalamus nigrescens Kraus 2017
- Toxicocalamus pachysomus Kraus 2009
- Toxicocalamus spilorhynchus Kraus, Kaiser & O’Shea 2022
- Toxicocalamus vertebralis Kraus, Kaiser & O’Shea 2022
- Tropidonophis dolasii Kraus & Allison 2004
- Varanus bennetti Weijola, Vahtera, Koch, Schmitz & Kraus 2020
- Varanus louisiadensis Weijola & Kraus 2023
- Varanus tanimbar Weijola & Kraus 2023

## Dedikationsnamen
2020 benannte der Herpetologe George Robert Zug die Geckoart Nactus fredkrausi aus Papua-Neuguinea zu Ehren von Fred Kraus.